# Sega Model 3
Sega Model 3 is een arcadesysteembord dat door Sega werd ontwikkeld in 1996. Het was het definitieve hoogtepunt van de samenwerking van Sega met Lockheed Martin en het gebruik van de Real3D-divisie van het bedrijf om de grafische hardware te ontwerpen. Bij de lancering was Model 3 met gemak het krachtigste arcadesysteem dat er bestond. Het was geschikt om meer dan één miljoen veelhoeken (polygonen) per seconde weer te geven. De hardware werd doorontwikkeld en ging door verschillende "steppings" die de kloksnelheid van de processor verhoogden evenals als minder belangrijke veranderingen in de boardarchitectuur.

## De specificaties
- Hoofdprocessor:: IBM PowerPC 603 (66, 100, 166 MHz)
- Grafische processor: 2× Lockheed Martin Real3D/Pro-1000
- Geluidprocessor: Motorola 68EC000 (11,3 MHz)
- Geluidschip: 2× Yamaha SCSP/YM-292F 128-step DSP, MIDI-interface, 64-stemmig, 4-kanaals, maximaal 16.5 MB ROM, 64 PCM-kanalen
- Geheugen (RAM):
  - hoofd: 8 MB
  - geluid: 1 MB
- Grafische capaciteiten: Texture mapping, Trilinear filtering, Micro texturing, Specular reflection, Gouraud shading, Flat shading, Anti aliasing, Alpha blending